# Municipal Osa
El Municipal Osa, es un club de fútbol costarricense con sede en Puerto Cortés de Osa en el sureste del país.

## Historia
El club del pacífico sur, es un equipo antiguo en el fútbol costarricense que en principio era conocido como la Selección de Osa, de la segunda.
Fue unos de los clubes tradicionales de Costa Rica siendo campeón de Tercera División (2.ª. División de Ascenso) por la Filial Zona Sureste de Costa Rica en 1972. Ahí juega la cuadrangular final por la Segunda División.
En 1979 vuelve a ser protagonista en la octagonal final aficionada junto a los campeones del C.D. Diablos Rojos de San Pablo de Heredia, Deportivo Marchal de Orotina, Valencia de Curridabat y Rincón de Zaragoza de Palmares, el cual obtuvo el Cetro del balompié nacional aficionado. Y en 1982 vuelve a campeonizar por la zona sur en Segundas Divisiones B de ACOFA y asciende junto a San Gerardo de Guadalupe y Cosmos de Siquirres.
Para 1983 se reorganiza cambiando su nombre al de A.D. Municipal Osa; para participar del campeonato de 2.ª División de ANAFA (de segunda B).
Osa desciende a 3.ra. División de ANAFA en 1989, pero queda campeón por la regional 16 en 1991 y asciende de categoría ganándole la final nacional a Cariari de Plaza Viquez.
Además ascienden Santa Bárbara, Coope UTBA de Limón y C. Atlético Aguilar de Aguas Calientes de Cartago.

### Paso por la Primera División
En la temporada 1999-2000 ascendió a la Primera División, sin embargo fue un club de vida efímera en la máxima categoría, pero llegó ahí para representar con dignidad durante tres campañas a la zona sur del país, a Puerto Cortés. 
El cuadro que vestía de azul y negro en su uniforme fue el primer equipo del sur-sur del país, su típico rival en la primera, el Municipal Pérez Zeledón, también es de la zona sur del país pero el cuadro de Osa destacó en varios cantones de las zonas fronterizas con Panamá, en el pacífico sur.
Los oseños lograron con relativa inmediatez el éxito, fue monarca del fútbol de ANAFA en la temporada 1995-1996 y apenas cuatro años después ya era campeón nacional de la Liga de Ascenso lo cual le otorgó el derecho de jugar por primera vez en el torneo mayor para la campaña 2000-01; pese a un buen arranque fue cediendo y debió jugar en la cuadrangular por el no descenso ante Limón, Municipal Puntarenas y Santa Bárbara, los del sur lograron quedarse y pelear por dos temporadas más, para la campaña 2001-02 se quedó apenas a nueve puntos de la salvación ya que fue decimoprimero solo por delante de la escuadra caribeña.
La hora macabra llegó en el torneo 2002-03, apenas conquistaron 31 puntos, 14 menos que Municipal Liberia que se salvó con mucha antelación de la posibilidad de bajar de categoría. Los oseños tuvieron sin embargo, algunas alegrías en su permanencia en la división de honor como un triunfo ante Deportivo Saprissa 4-1 en la 2002-03 que es casi imposible de olvidar.
De las figuras renombradas que pasaron por las filas del cuadro de la "Fuerza del Sur" se puede nombrar a los brasileños Alessandro Moreira y Jorge Barbosa; además de Mario Camacho, Farlen Ilama, Marvin Solórzano, Rónald Sequeira y Róger Gómez quien además en la última temporada de los de la provincia de Puntarenas en la división de honor ejerció como estratega del club.
Inicialmente el cuadro de Puerto Cortés fue fundado como Deportivo Hospital Tomás Casas el jugaba en la tercera de CONAFA (ANAFA) en 1982. Pero poco tiempo después su nombre fue cambiado a Municipal Osa, durante su estadía en la Liga organizada por UNAFUT destacó por la rivalidad ante el Municipal Pérez Zeledón, equipo que por ser de una zona geográfica sureste del país se veía prácticamente como el clásico de esa región.
Lamentablemente y como le ha pasado a algunos clubes del país, al momento de la pérdida de la categoría y caer a la segunda debió también disputar el no descenso en esa liga y la perdió viajando hasta ANAFA, en cuestión de dos años cayó de la primera a la tercera categoría del país.
Sin embargo en 2012 y de la mano del empresario Carlos Vargas Piedra, vecino de la zona, adquieren la franquicia del equipo de La Suerte para así participar en la Segunda División de Costa Rica. También cuenta con un equipo en la Primera División de LINAFA.
Para el Torneo de Apertura de 2016, Osa dejó de participar en la segunda categoría debido a sus serios problemas económicos. Su franquicia fue adquirida por el Curridabat Fútbol Club fundado ese mismo año para tales efectos.
El club es posteriormente refundado con la denominación Osa Club de Fútbol y participará en la temporada 2017-2018 de la Primera División de LINAFA, con el objetivo de regresar lo antes posible a la Segunda División de Costa Rica.

### Retiro de Segunda B
En el Clausura 2025 toman la decisión de retirarse del certamen debido a problemas económicos en el club. 

### Reaparición en la Segunda B
En agosto de 2025 se informa que el equipo del Municipal Osa volverá a participar para el Apertura 2025, en reemplazo del equipo del Municipal Garabito equipo que había descendido de la Segunda División de Costa Rica y que no cumplió con los requisitos para competir en esta liga.

## Palmarés

### Torneos nacionales
- Segunda División de Costa Rica (1): 1999-00

- Campeón Nacional de Segunda B de ANAFA (1): 1995-96

- Campeón Nacional Tercera División de ANAFA (1): 1991

- Campeón Nacional Tercera División de ANAFA Zona Sur (2): 1991

- Campeón Nacional Tercera División Zona Sur (2): 1972-79

## Uniforme
- Casa: Camisa de franjas verticales color azul y negro, pantalón negro y medias azules.
- Visita: Camisa y el pantalón blanco y medias azules